# ایسوکه شینمن
ایسوکه شینمن (انگلیسی: Isuke Shinmen; ۲۳ اکتبر ۱۸۸۹ – ۸ سپتامبر ۱۹۶۷) کشتی‌گیر و جودوکار اهل ژاپن بود.